# Уорм-Минерал-Спрингс
Уорм-Минерал-Спрингс (англ. Warm Mineral Springs) — статистически обособленная местность, расположенная в округе Сарасота (штат Флорида, США) с населением в 4811 человек по статистическим данным переписи 2000 года.

## География
По данным Бюро переписи населения США статистически обособленная местность Уорм-Минерал-Спрингс имеет общую площадь в 7,51 квадратных километров, из которых 6,73 кв. километров занимает земля и 0,78 кв. километров — вода. Площадь водных ресурсов округа составляет 10,39 % от всей его площади.
Статистически обособленная местность Уорм-Минерал-Спрингс расположена на высоте 1 м над уровнем моря.

## Демография
| Год переписи        | Нас. |  | %±    |
| ------------------- | ---- |  | ----- |
| 1990                | 4041 |  | —     |
| 2000                | 4811 |  | 19,1% |
| 1990–2000 Источник: |      |  |       |

По данным переписи населения 2000 года в Уорм-Минерал-Спрингс проживало 4811 человек, 1765 семей, насчитывалось 2720 домашних хозяйств и 3672 жилых дома. Средняя плотность населения составляла около 640,61 человек на один квадратный километр. Расовый состав населённого пункта распределился следующим образом: 98,90 % белых, 0,33 % — чёрных или афроамериканцев, 0,06 % — коренных американцев, 0,21 % — азиатов, 0,44 % — представителей смешанных рас, 0,06 % — других народностей. Испаноговорящие составили 0,81 % от всех жителей статистически обособленной местности.
Из 2720 домашних хозяйств в 2,1 % воспитывали детей в возрасте до 18 лет, 61,6 % представляли собой совместно проживающие супружеские пары, в 2,2 % семей женщины проживали без мужей, 35,1 % не имели семей. 31,2 % от общего числа семей на момент переписи жили самостоятельно, при этом 26,5 % составили одинокие пожилые люди в возрасте 65 лет и старше. Средний размер домашнего хозяйства составил 1,77 человек, а средний размер семьи — 2,10 человек.
Население статистически обособленной местности по возрастному диапазону по данным переписи 2000 года распределилось следующим образом: 2,5 % — жители младше 18 лет, 1,1 % — между 18 и 24 годами, 4,7 % — от 25 до 44 лет, 19,3 % — от 45 до 64 лет и 72,4 % — в возрасте 65 лет и старше. Средний возраст жителей составил 72 года. На каждые 100 женщин в Уорм-Минерал-Спрингс приходилось 83,9 мужчин, при этом на каждые сто женщин 18 лет и старше приходилось 83,6 мужчин также старше 18 лет.
Средний доход на одно домашнее хозяйство статистически обособленной местности составил 30 806 долларов США, а средний доход на одну семью — 37 488 долларов. При этом мужчины имели средний доход в 30 847 долларов США в год против 16 921 доллар среднегодового дохода у женщин. Доход на душу населения статистически обособленной местности составил 30 806 долларов в год. 4,7 % от всего числа семей в населённом пункте и 7,6 % от всей численности населения находилось на момент переписи населения за чертой бедности, при этом 34,6 % из них были моложе 18 лет и 5,2 % — в возрасте 65 лет и старше.